# 1,2-丙二醇
1,2-丙二醇，也称作丙二醇，是一种有机化合物（二醇），其化學式為C3H8O2。丙二醇通常是略有甜味、无臭、无色透明的稠状液体。化學上，丙二醇屬於二元醇的一種，可與水、丙酮及氯仿等多種溶劑混溶。
丙二醇可通过环氧丙烷的水合作用製造，主要用來生成聚合物，但也被用作食品添加劑，其E編碼為E1520。
丙二醇的同分異構物为一個稳定1,3-丙二醇和一个不稳定的偕二醇2,2-丙二醇。

## 應用
45%的丙二醇被用來作為生成不飽和聚酯樹脂的化學原料。丙二醇會和不飽和的順丁烯二酸酐及間苯二甲酸反應生成共聚物，再進一步交聯形成熱固性塑膠。另外，丙二醇亦能與環氧丙烷反應生成用來製造聚氨酯的低聚物及聚合物 。
丙二醇亦被用作食品及煙草製品中的保濕劑(E1520)、溶劑與防腐劑，亦與植物甘油同為電子煙內「電子液體」(e-liquid)的主要成份之一。用來傳遞藥物或個人護理產品的蒸發器中，所蒸發的成份通常會包含丙二醇。丙二醇亦被作為多藥物的溶劑，包括口服、注射及外用等用途，如不溶於水的地西泮及蘿拉西泮。
和乙二醇一樣，丙二醇能降低水的冰點，所以被用作飛機的除冰劑。水和丙二醇的混合物會被染成粉紅色，以表示其相對無毒，並以露營車或海洋防凍劑的名稱銷售。丙二醇經常用作乙二醇的替代品，作為低毒性、對環境友善的汽車防凍劑。丙二醇亦被用於作為空屋中管道系統冬天防凍的工具。水和丙二醇的比例為40:60時的共晶溫度為-60°C，但一般防凍劑的水會比較多，為60:40，其共晶溫度為-45°C。丙二醇是化油劑Corexit（曾被用於清理2010年墨西哥灣漏油事故中的漏油）中的少量成份。
丙二醇被用作治療反芻動物高血酮症的口服動物用藥。非反芻動物的高血酮症通常會使用葡萄糖來治療，但因為葡萄糖會被反芻動物瘤胃中的微生物所吸收，所以不是很有效。丙二醇會在瘤胃中被部分代謝成丙酸鹽，作為能量來源。其餘則被吸收至血液中，在肝臟中用來進行葡萄糖新生。

## 外部連結
- （页面存档备份，存于） Agency for Toxic Substances and Disease Registry
- （页面存档备份，存于） Alton E. Martin - Frank H. Murphy, DOW CHEMICAL COMPANY
- Propylene glycol（页面存档备份，存于） website
- WebBook page for C3H8O2（页面存档备份，存于）
- ATSDR - Case Studies in Environmental Medicine: Ethylene Glycol and Propylene Glycol Toxicity（页面存档备份，存于） U.S. Department of Health and Human Services (public domain)
- Propylene Glycol  - chemical product info: properties, production, applications.（页面存档备份，存于）
- ChemSub Online: Propylene glycol（页面存档备份，存于）